# Tervel
Tervel fou rei de Bulgària entre els anys 700 i 721.
Tervel va deposar l'emperador romà Tiberi III i restaurar el 704 a Justinià II Rinotmet, que s'havia refugiat a la cort de Busiris, kan dels khàzars quan Lleonci el va deposar el Tiberi III, deposant ). El 708 Justinià II va voler recuperar els territoris cedits a Tervel a canvi del seu suport i es va iniciar la guerra però fou derrotat completament a la batalla de l'Aqueloos i va tornar a Constantinoble. Destaca pel seu paper al Setge de Constantinoble (717-718), on va ajudar els romans d'Orient a canvi del matrimoni amb una filla de Justinià II. Les cròniques són poc clares respecte al final del seu mandat, on el seu successor podria haver actuat com a co-regent.